# Рафаель (ураган, 2024)
Ураган Рафаель (англ. Hurricane Rafael) — найсильніший листопадовий тропічний циклон у Мексиканській затоці за всю історію спостережень, після урагану «Кейт» 1985 року. Сімнадцятий названий шторм, одинадцятий ураган і п'ятий великий ураган сезону атлантичних ураганів 2024 року
Щонайменше п'ять людей загинуло у Панамі через сильні повені та зсуви ґрунту.

## Метеорологічна історія

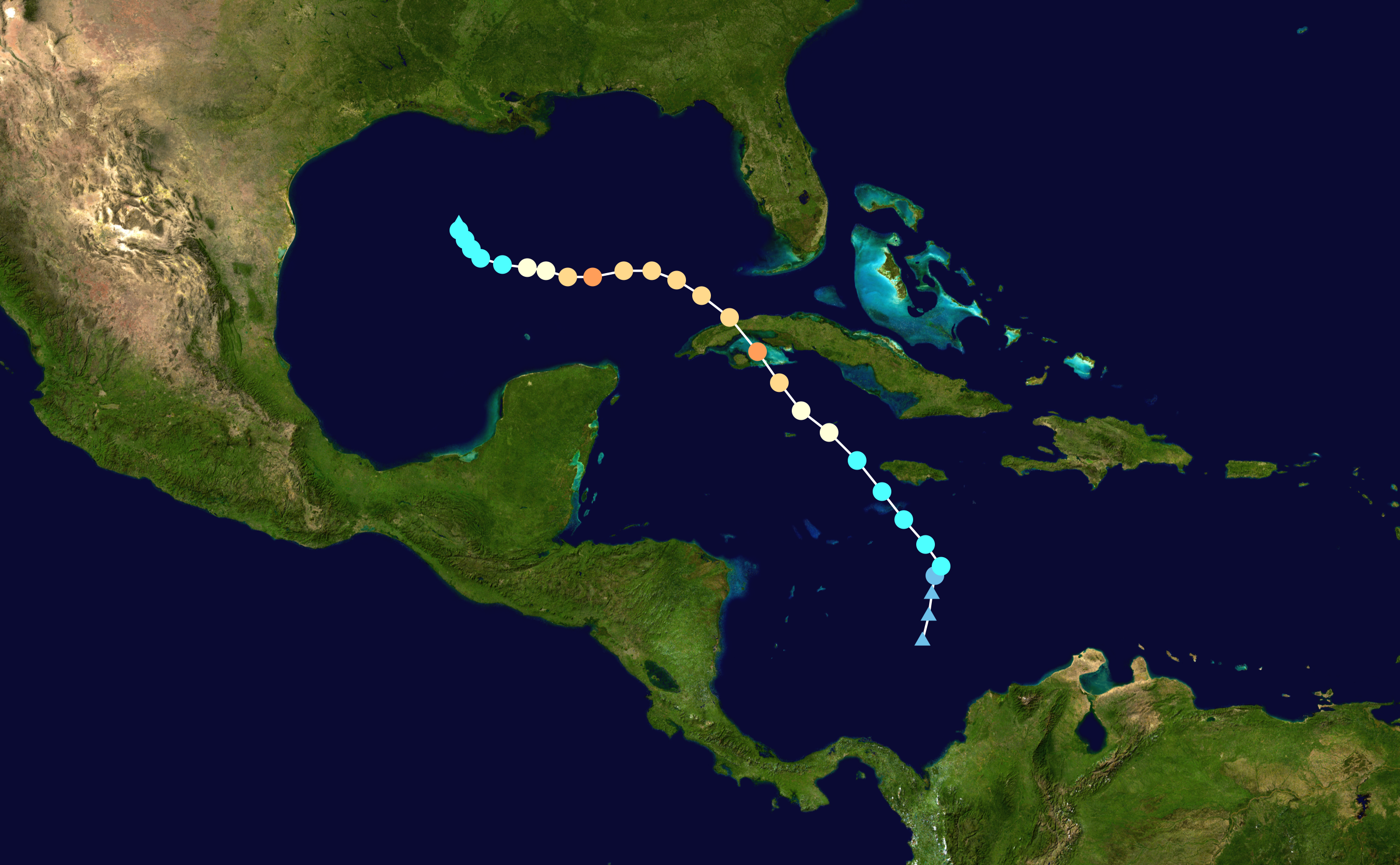
Карта шляху і інтенсивності Урагану Рафаель за шкалою Саффіра–Сімпсона

## Підготовка

### Панама і Коста-Ріка
2 листопада уряд Панами опублікував попередження про тропічний шторм від Чирикі до Верагуаса. Агентство екстрених служб Панами попросило жителів і туристів звернути увагу на погодні попередження, видані владою, і відзначило загрозу сильних дощів і сильних хвиль. У західній частині країни було оголошено жовту тривогу, що означають загрозу негоди. Для Колон, Кокле та Куна Яла оголошено червоне попередження. Заняття були призупинені в п'яти провінціях, а уряд відкрив дев'ять притулків.

## Вплив

### Центральна Америка
У Панамі дощі пошкодили кілька будинків, свої будинки залишили 1097 людей. Близько 100 осіб були розміщені в укриттях. Внаслідок цього в країні загинуло щонайменше п’ятеро людей, ще двоє вважаються зниклими безвісти. Понад 200 сімей постраждали від дощів у провінціях Еррера та Лос-Сантос.
Рафаель також став причиною повені в Коста-Ріці, що призвело до обвалу мосту та потреби порятунку 42 людей у провінції Гуанакасте. Повені також торкнулися Матагальпи, Нікарагуа, завдавши шкоди підприємствам і будинкам.